# Афанасьев, Аполлон Павлович
Аполлон Павлович Афанасьев (11 января 1878, Санкт-Петербургская губерния — 22 апреля 1940, Ленинград) — русский советский физик, профессор.

## Биография
Родился в Колпино (Царскосельский уезд, Санкт-Петербургская губерния) 11 января 1878 года[по какому календарю?] в семье диакона.
В 1896 году окончил с золотой медалью Ларинскую гимназию в Санкт-Петербурге, в 1900 году — математическое отделение физико-математического факультета Санкт-Петербургского университета; был оставлен для приготовления к профессорскому званию. Под руководством И. И. Боргмана исследовал излучения минералов, содержащих торий и уран.
Преподаватель физики (1901–1904), затем математики и классный наставник (1912–1914) в Ларинской гимназии, одновременно с 1909 года преподаватель физики в Санкт-Петербургском учительском институте.
Надворный советник (1905), коллежский советник (1910), статский советник (1913). Награждён орденом Св. Анны III степени (1914).
С 1915 года старший ассистент Петроградского университета, в 1916 году был научным руководителем будущего академика А. А. Лебедева, в 1917 году делегат Всероссийского съезда по вопросам реформирования высшего образования, член Комиссии по реформе духовной школы.
Член Поместного собора Православной российской церкви как член Предсоборного совета (хотя участия в его работе не принимал), участвовал в 1-й сессии до 30 сентября 1917 г., член II, XIII, XV Отделов.
С февраля 1919 года товарищ председателя и член экспертной палаты по наглядным пособиям Петербургского окружного и коммун Северной области Комиссариатов народного просвещения, с лета профессор Второго Петроградского университета. В 1922 году заместитель председателя Российской ассоциации физиков, участник III–V Всероссийских съездов физиков. В 1923—1929 годах — доцент физического отделения Ленинградского государственного университета, в 1925 году член Оргкомиссии и в 1926—1928 годах член правления ЛГУ, профессор. Одновременно в 1924—1925 годах заведующий физико-математическим объединением Петроградского государственного педагогического института им. А. И. Герцена, профессор Государственного института физического образования имени П. Ф. Лесгафта, старший физик Государственного оптического института до кончины.
Работал также в Психоневрологическом институте и Ленинградской промышленной академии. В 1931—1938 годах был заведующим физической кафедрой, а затем — деканом физико-математического факультета Ленинградского педагогического института.
Умер в Ленинграде 22 апреля 1940 года.
С. Э. Фриш, бывший лаборантом в Оптическом институте, вспоминал:

Аполлон Павлович был средних лет, небольшого роста, хромой и некрасивый. При первом знакомстве его внешние недостатки сильно бросались в глаза, и имя Аполлон казалось злой насмешкой над ним. Но уже скоро неблагоприятное впечатление забывалось: Аполлон Павлович был человеком умным и интересным. Он обладал незаурядным чувством юмора, умел делать острые и меткие замечания. Хороший педагог, он любил своё дело и интересовался преподаванием не только в высшей, но и в средней школе. Техникой эксперимента он владел прекрасно, и постановка демонстраций под его руководством научила меня многому.
— Сквозь призму времени (отрывки из книги воспоминаний) // Шестидесятые года на физфаке ЛГУ. — вып. 2. — СПб., 2014. — С. 26